# White House (Tennessee)
White House is een plaats (city) in de Amerikaanse staat Tennessee, en valt bestuurlijk gezien onder Robertson County en Sumner County.

## Demografie
Bij de volkstelling in 2000 werd het aantal inwoners vastgesteld op 7220.
In 2006 is het aantal inwoners door het United States Census Bureau geschat op 9184, een stijging van 1964 (27,2%).

## Geografie
Volgens het United States Census Bureau beslaat de plaats een oppervlakte van
23,2 km², geheel bestaande uit land. White House ligt op ongeveer 251 m boven zeeniveau.

## Plaatsen in de nabije omgeving
De onderstaande figuur toont nabijgelegen plaatsen in een straal van 16 km rond White House.